# Филиппины на летних Олимпийских играх 1972
Филиппины принимали участие в Летних Олимпийских играх 1972 года в Мюнхене (ФРГ) в одиннадцатый раз за свою историю, но не завоевали ни одной медали. Сборную страны представляло 53 спортсмена, в том числе 5 женщин.